# Michael Moorer
Pour les articles homonymes, voir Moorer.
Michael Moorer est un boxeur américain né le 12 novembre 1967 à Brooklyn, New York, champion du monde de boxe en catégorie mi-lourds et triple champion du monde en poids lourds.

## Carrière

### Débuts professionnels
Michael Moorer débute en professionnel le 4 mars 1988, dans la catégorie des mi-lourds. Son ascension dans la hiérarchie mondiale sera rapide : de mars à novembre, il remporte 11 victoires de suite, toutes obtenues avant la limite, et obtient sa première chance mondiale face à Ramzi Hassan le 3 décembre 1988, pour le titre inaugural de champion du monde de la nouvelle fédération WBO.

### Champion incontesté des mi-lourds WBO
Au 5e round du combat contre Hassan, Michael Moorer l'emporte par KO technique et devient le premier champion du monde des mi-lourds WBO, 9 mois seulement après ses débuts. Sa première défense de titre se fait le 14 janvier 1989 contre Victor Claudio, qui compte plusieurs défaites récentes et est battu dans la 2e reprise. Son match suivant se déroule le 19 février contre l'ancien champion des États-Unis, Frankie Swindell. Au 6e round, Moorer bombarde Swindell de coups, ce dernier dans les cordes ne réplique pas et est arrêté par l'arbitre. Le 22 avril, il est opposé à Freddie Delgado, invaincu en 16 combats, dont 15 par KO. Moorer en dispose rapidement, Delgado est compté à 3 reprises par l'arbitre qui arrête le combat avant la fin du premier round.
Le 25 juin, il combat contre l'ancien champion du monde Leslie Stewart. Ce dernier pousse Moorer pour la première fois au-delà du 6e round. Après 7 reprises, Stewart mène d'ailleurs d'un point sur les cartes des 3 juges. Mais dans le 8e round, Moorer envoie Stewart à terre d'un crochet gauche au corps. Il se relève, une combinaison de Moorer le renvoie à terre, il se relève une nouvelle fois, une combinaison de Moorer pousse l'arbitre à arrêter le combat. Son combat suivant est une victoire expéditive contre Jeff Thompson, qui compte 19 victoires pour 1 défaite, et est battu par KO en 1 round puis il conclut l'année 1989 par une victoire par KO technique en 6 rounds sur Mike Sedillo.
Le 3 février 1990, il combat Marcellus Allen, invaincu en 12 combats, qui abandonne à l'issue de la 9e reprise puis bat facilement le champion d'Argentine Mario Oscar Melo par KO au premier round ce qui constitue sa 20e victoire consécutive, aucun de ses adversaires n'ayant encore atteint le verdict des juges. Après une victoire sans titre en jeu, il conclut sa carrière en poids mi-lourds par une 9e défense de titre victorieuse contre Danny Stonewalker le 15 décembre 1990. Il laisse alors sa ceinture vacante.

### Débuts en poids lourds
Le 19 avril 1991, après avoir pris 15 kilos, il fait ses débuts en poids lourds. Il bat Terry Davis puis Levi Billups par KO technique. Le 27 juillet, il est opposé à Alex Stewart, un redoutable puncheur qui a remporté ses 27 victoires par KO souvent expéditifs, mais qui a subi 2 défaites. Une victoire sur Moorer le replacerai sur une chance mondiale, mais Moorer l'envoie au tapis dès le premier round. Stewart se relève, et dans la 2e reprise, réussit quelques belles touches sur Moorer. Mais au 4e round, Moorer place deux uppercut qui renvoient Stewart au tapis pour le compte. Il remporte une nouvelle victoire expéditive pour conclure l'année 1991. Le 1er février 1992, Mike White est le premier adversaire de Moorer à terminer le combat, mais perd largement par décision unanime des juges après 10 rounds, de même qu'Everett Martin le 17 mars.

### Champion du monde poids lourds WBO
Ses résultats lui permettent de disputer le championnat du monde des poids lourds WBO le 15 mai 1992 contre Bert Cooper, ancien champion nord-américain NABF. Le combat est très engagé : Cooper envoie Moorer à terre dans les premiers instants du combat mais Moorer renverse la situation en contrant Cooper dans le même round, ce dernier va à son tour au tapis. Moorer subit une succession de crochets et retourne au sol dans le 3e round mais n'abandonne pas. À la 5e reprise, Cooper subit un barrage de coups, un uppercut le renvoie au sol, l'arbitre arrête le combat et Michael Moorer devient un des rares champion du monde mi-lourds à devenir également champion du monde poids lourds.

### Michael Moorer vs. Evander Holyfield I
Moorer ne défend pas sa ceinture, mais fin 1992 et en 1993, il gagne 5 combats consécutifs. Invaincu en 34 combats, il affronte son adversaire le plus réputé le 22 avril 1994 : Le champion du monde WBA & IBF : Evander Holyfield. Holyfield est donné favori à 2 contre 1. Holyfield, d'un crochet du gauche, envoie Moorer à terre en fin de 2e reprise, mais le style de gaucher de ce dernier lui pose problème. Il se fatigue vite, déshydraté et souffrant d'une blessure à l'épaule. Moorer revient. À l'issue des 12 rounds, la décision est serrée : 2 juges donnent Moorer vainqueur, un donne un score nul. Moorer devient champion du monde WBA et IBF et remporte la victoire la plus fameuse de sa carrière.

### Michael Moorer vs George Foreman
Il défend ses ceintures le 5 novembre 1994 contre l'ancien champion du monde George Foreman. À 27 ans, Moorer est 18 ans plus jeune que le vieux Foreman, enrobé et qui, à 45 ans, tient probablement sa dernière chance de redevenir champion. Moorer mène le combat aux points sur les cartes des juges après 9 rounds. Foreman, marqué au visage, doit envoyer Moorer à terre pour gagner. Au 10e round, à la surprise générale, il y parvient. D'un direct, Foreman met Moorer KO. Moorer connaît sa première défaite.

### Reprise du titre
Moorer remporte une large victoire aux points contre Melvin Foster le 13 mai 1995 ce qui lui ouvre les portes d'un nouveau championnat du monde : il a l'occasion de reconquérir la ceinture IBF le 22 juin 1996 contre Axel Schulz. Il domine la première partie du combat. Schulz revient dans la seconde mais il a pris trop de retard sur les cartes des juges et Moorer devient champion du monde poids lourds une 3e fois par décision partagée.
Il défend son titre contre deux adversaires dangereux et invaincus : D'abord le sud-africain Francois Botha, invaincu en 36 combats. Au 11e round, il envoie deux fois à terre un Botha épuisé. Ce dernier n'a pas récupéré entre les rounds et est arrêté après 18 secondes de la dernière reprise. Moorer bat ensuite par décision majoritaire Vaughn Bean, précédemment invaincu en 27 combats.

### Michael Moorer vs. Evander Holyfield II
La revanche contre Evander Holyfield est programmée le 8 novembre 1997 pour une réunification de titres. Moorer détient la ceinture IBF, Holyfield la ceinture WBA. Le début du match est assez équilibré, mais Holyfield prend la main lors du 5e round en envoyant Moorer au tapis. Moorer y retourne deux fois dans la 7e et deux fois dans la 8e, Holyfield reconnaitra le courage de son opposant après le match. Moorer est prêt à continuer mais son coin jette l'éponge à l'issue de cette huitième reprise. Il se retire alors des rings.

### Années 2000
3 ans après son dernier combat, le 17 novembre 2000, Moorer fait son retour sur le ring, alourdi de quelques kilos. Il remporte 4 victoires avant de rencontrer David Tua le 17 août 2002 mais subit une lourde défaite : Tua, redoutable puncher, l'emporte en 30 secondes. Moorer aligne 3 nouvelles victoires avant d'être battu par décision unanime par Eliseo Castillo le 3 juillet 2004. Il était monté sur le ring à 113 kilos, son poids record.
Le 9 décembre 2004 pourtant, il bat l'ancien champion du monde des poids lourds-légers Vassiliy Jirov par KO technique en 9 rounds. Il était alors en retard sur les cartes des juges mais a retourné le combat à son avantage d'une gauche au visage. Il se retire une nouvelle fois avant de revenir deux ans jours pour jours après sa victoire contre Jirov. Il aligne 5 victoires et se retire pour de bon de la boxe.